# Arktis- und Antarktismuseum

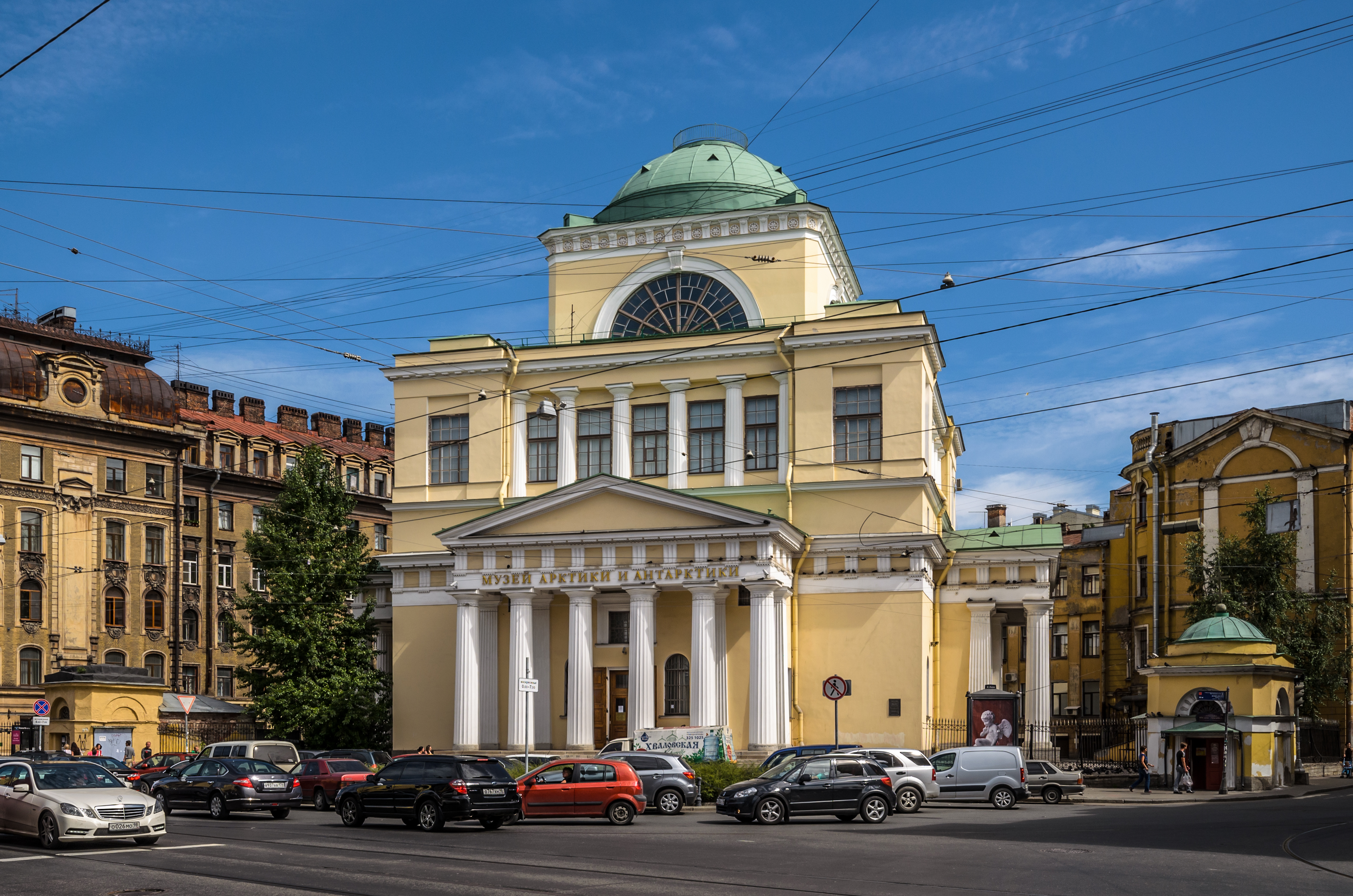
Das Arktis- und Antarktismuseum in der Uliza Marata

Das Arktis- und Antarktismuseum (russisch Российский государственный музей Арктики и Антарктики) ist ein Museum in Sankt Petersburg. Es ist im Gebäude der ehemaligen Nikolauskirche untergebracht und wurde im Januar 1937 eröffnet.
Das Museum ist das weltweit größte, das sich thematisch den Polarregionen widmet. Das ursprüngliche Kirchengebäude wurde zwischen 1820 und 1838 von Awraam Melnikow (1784–1854) im neoklassizistischen Stil erbaut.

## Sammlung
Die Sammlung des Museums wird in vier Abteilungen präsentiert (Arktische Geografie und Natur; Erforschung des Nordpols; Wirtschaft und Kultur der Völker in der Arktis; Antarktis).